# Rudi Van Goethem
Rudi Van Goethem, né le 17 mai 1953 à Oupeye, est un joueur de football belge aujourd'hui retraité qui évoluait au poste de défenseur. Il compte un titre de champion et une Supercoupe de Belgique à son palmarès, deux trophées remportés lors de son passage au KSK Beveren.

## Carrière
Rudi Van Goethem débute en équipe première du KSK Beveren en 1972. En 1979, il remporte le titre de champion de Belgique avec ce club. Quelques semaines plus tard, il remporte la première édition de la Supercoupe de Belgique face au Beerschot. 
Pas toujours titulaire, il quitte Beveren en 1980 pour rejoindre La Gantoise. Il devient rapidement une valeur sûre dans le onze de base de sa nouvelle équipe. Après trois saisons, il est transféré au KSC Lokeren, où il joue encore deux ans avant de mettre un terme à sa carrière professionnelle.

## Palmarès
- 1 fois champion de Belgique en 1979 avec le KSK Beveren.
- 1 fois vainqueur de la Supercoupe de Belgique en 1979 avec le KSK Beveren.